# Jizan
Jizan (àrab: جيزان, Jīzān), antigament Jazan (àrab: جازان, Jāzān), és una ciutat costanera de l'Aràbia Saudita, capital de la míntaqa o província de Jazan, a la vora del Wadi Jizan. La vila està envoltada d'una plana salada. La població és de 103.505 habitants (cens del 2015).

## Nom
La ciutat sempre s'havia dit Jazan, però modernament se li ha canviat el nom a Jizan per distingir-la de la província de Jazan, de la qual és la capital.

## Història

### Edat mitjana
Inicialment el nom fou donat a l'uadi que neix al Djabal Razih al Khawlan (Iemen) i desaigua al lloc on ara hi ha la ciutat. El nom Jazan apareix en un hadit del Profeta per referir-se a un uadi més al nord. Els geògrafs àrabs només donen el nom a l'uadi i no parlen de cap vila. Vers 983 a 1003 va governar Sulayman ben Tarf amb seu a Aththar o Athr i deuria dominar la costa. El poder de Sulayman fou eliminat pel visir ziyadita Husayn ibn Salama (mort vers 1011/1012) i va adquirir el Mikhlaf al-Sulaymani pels ziyadites. El sulàyhida Ali ibn Muhammad al-Sulayhi, que va morir en data incerta entre 1067 i 1081, va triomfar a la batalla d'al-Zaraib (entre 1058 i 1068) i va dominar la zona.
L'establiment dels xerifs sulaymànides al Mikhlaf es va produir en una data incerta, potser en temps del ràssida al-Hadi Yahya (mort vers 910); quan els sulaymànides sota Hamza ibn Wahhas van ser expulsats de la Meca (1070) per l'haiximita Abu Hashim Muhammad, no consta que es traslladessin definitivament al Mikhlaf, però el fill d'Hamza, Yahya, i el net, Ghanim, van exercir el poder al Mikhlaf. El fill de Ghanim, Wahhas ibn Ghanim, fou derrotat i mort a la batalla d'Harad a mans del màhdida Abd-an-Nabí ibn Alí (1164).
Sota ziyadites, nadjahites i màhdides (819-1174) part del Mikhlaf (quan no tot) va estar sota domini de Zabid. Per un temps fou governat per Surur, visir nadjahita, en feu de l'imam (1135-1156).
Sota els aiúbides, els sulaymànides, ara anomenats també Ghanímides, foren esmentats com els Shutut, però el sentit d'aquest nom és desconegut. Dos fills de Kasim ibn Ghanim es van revoltar successivament contra els aiúbides i foren vençuts. Sota el rassúlida al-Ashraf Umar ibn Yusuf (mort el 1296) esmenta a Hashim ibn Wahhas, descendent en quarta generació de Ghanim ibn Yahya, com a senyor de Djayzan al seu temps; altres ghanímides foren senyors de Baysh i Baghita i altres regnaven sobre el Damad (superior i inferior) a Sabya i a Lulua (al-Shukayk). Una branca dels ghanímides va sorgir al segle xv, els kutbides o kutbites (de Kutb al-Din Abu Bakr ibn Muhammad) amb capital a Darb al-Nadja prop d'Abu Arish, que foren vassalls rasúlides i més tard tahírides del Iemen.

### Edat moderna
El 1477 els Banu Barakat de la Meca van fer una expedició al Mikhlaf i el va saquejar. Un germà seu, Ahmad al-Djayzani sembla que va tenir alguna influència al Mikhlaf; un dels seus descendents era Abd al-Malik al-Djayzani; al segle xvi fou atacada i conquerida per tres vegades per Kays ibn Muhammad al-Hirami. El 1539 es va establir un governador otomà a Abu Arish però aviat el territori fou ocupat pel xerif Muhammad Abu Numayr; els descendents del seu fill, el xerif Hasan ibn Muhammad Abu Numayr (mort 1601) van tenir també influència a la regió i són anomenats el Dhawu Djayzan.
Al segle xvii la influència predominant fou la dels imams zaidites del Iemen. El 1690 Ahmad ibn Ghalib, senyor usurpador de la Meca (no pertanyia a cap branca dels xerifs: Barakat, Abd Allah, i Zayd) fou nomenat governador del Mikhlaf per l'imam zaidita de Sanaa, el seu aliat quan fou expulsat de la Meca; el primer xeic khayràtida que va exercir el poder oficialment a Abu Arish fou Ahmad ibn Muhammad vers 1728/1729, com a governador zaidita (el seu avi havia vingut de la Meca i havia exercit ja un càrrec relacionat amb els impostos a Djayzan, per compte de l'imam zaidita al-Mutawakkil Ismail ibn al-Kasim, mort el 1676). Al segle xviii la tribu dels Yam va entrar al Mikhlaf des de Nadjran, sota la direcció dels seus da'is makràmides (ismaïlites). El 1762 Muhammad ibn Ahmad governava a Abu Arish i Djayzan quan hi va arribar Niebhur.

### Edat contemporània
Djayzan fou assaltada per vaixells wahhabites el 1809 i saquejada. El 1810 fou ocupada altre cop pels wahhabites de la tribu Ridjal Alma; el xeic khayràtida Hamud ibn Muhammad Abu Mismar (mort 1818) va ajudar els egipcis a capturar al cap wahhabita de l'Emirat de l'Alt Asir, Tami ibn Shuayb al-Rufaydi que fou portat al Caire.
El 1830 el xeic d'Abu Arish va cedir la ciutat de Sabya a Sayyid Ahmad, un descendent dels idríssides que havia anat a l'Asir des del Marroc, i que va fundar la dinastia Idríssida del Iemen. El xeic Husayn ben Ali ben Haydar (1840-1851) va rebre de la Porta el títol de paixà, i de fet esdevingué plenament independent; va governar el Iemen (fins a 1848/1849) per compte dels turc i va arribar a amenaçar als britànics d'Aden; els britànics van protestar i els turcs el van enviar a conquerir la Tihama al nord. Dos fills del xeic Husayn ibn Ali van ser caimacans d'Abu Arish sota domini otomà. El 1863 el khayràtida Hasan ben Muhammad (també esmentat com Husayn ibn Muhammad) va perdre el poder davant dels Al-Ayid dels Banu Mughayd d'Abha; els xeics van romandre a la regió suposadament com a vassalls turcs, fins que el 1871 els otomans van tornar al país, però el 1872 el xeicat fou declarat possessió otomana.
El 1909 els khayràtides tornaven a dominar el Mikhlaf però el 1911 foren derrotats pels idríssides a al-Hafair a prop de Djayzan. Retirats els otomans, va passar a formar part oficialment dels territoris idríssides; i amb aquests va passar als saudites el 1926. Sota els saudites la capital va passar de Sabya a Djayzan anomenada Jizan.